# ハキリバチ科
ハキリバチ科（Megachilidae）は、ハチの科の一つ。いわゆるハナバチに属す。この科のうち、葉片を切って巣を作る習性を持つ種を総称してハキリバチと呼ぶ。

## 日本産の主な種
- トモンハナバチ Anthidium septemspinosum　体長約14mm　本州[2]
- ヤノトガリハナバチ Coelioxys yanonis 体長14-15mm　本州、四国、九州[2]
- コウベキヌゲハキリバチ Megachile kobensis 体長11-12mm 本州、四国、九州[2]
- バラハキリバチ Megachile nipponica 体長12-14mm　北海道、本州、四国、九州[2]
- オオハキリバチ Megachile sculpturalis 体長20-25mm　北海道、本州、四国、九州[2]
- ヤマトハキリバチ Megachile japonica 体長10-12mm　北海道、本州、四国、九州、屋久島[2]